# 高集 (记者)

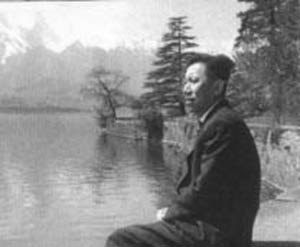
1961年，高集在日内瓦莱蒙湖畔

高集（1920年4月—2003年6月1日），曾用名“高之汲”、“高之企”、“方纪”、“方无忌”，生于陕西榆林，中华民国及中华人民共和国记者、编辑。

## 生平

### 进入大公报

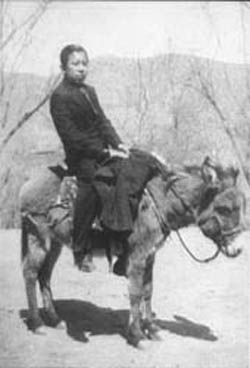
1930年代末，学生时代的高集在北平香山

1920年4月，高集生于陕西榆林，青少年时期曾先后在天津、北平、陕西求学，受革命思潮的影响，参加学生运动。1938年秋，在西北联合大学学习时，在该校的中共地下党支部领导下，阅读马列主义等书籍，印刷传单，出版墙报，参加歌咏队、话剧团的抗日救亡宣传活动，并且组织同学赴农村宣传抗日。1940年春，高集加入中共的外围组织“中华民族解放先锋队”。

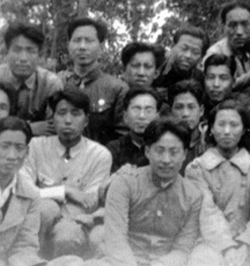
1940年春，高集（后排中）在西北联合大学与同学合影

1940年6月，高集由姑父张季鸾介绍到重庆《大公报》工作，自此开始新闻生涯。此后至1948年，历任重庆《大公报》记者、编辑、采访主任、驻南京办事处副主任、上海《大公报》本市新闻版主编。进入重庆《大公报》之后，在该报的中共地下党员徐盈、子刚的帮助下，迅速和中共中央南方局以及《新华日报》的人员建立了密切联系，为中共做了许多工作，获得周恩来的肯定。1941年至1942年，奉中共中央南方局指示，兼任读书出版社《学习生活》杂志责任编委。在重庆任职期间，除为《大公报》采写时政新闻以外，还以笔名“方纪”、“方无忌”在《学习生活》杂志发表时政及经济评论。

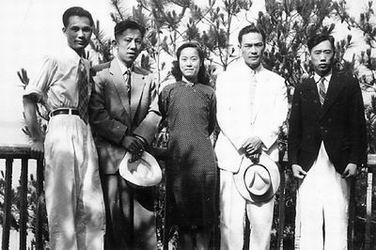
1940年代上半叶，高集（左二）与《大公报》同事在一起

抗日战争胜利后，高集采写国共和谈及政治协商会议新闻，反映了中国共产党及民主派的呼声，揭露了中国国民党破坏和平、压制民主。在较场口事件中，因为在《大公报》披露事件真相，遭到国民党当局点名警告。1945年夏，经萨空了、辛志超介绍，分别加入中国人民救国会和中国民主同盟，并且担任中国人民救国会中央候补执行委员及宣传委员会副主任，积极反对中国国民党一党专制，呼吁民主建国。

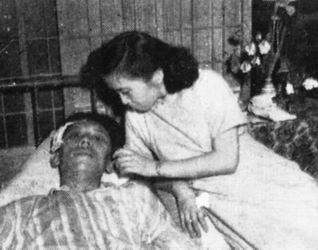
1946年6月，“下关惨案”后高集、高汾在医院

1946年4月，高集调任《大公报》南京办事处副主任，继续进行时政报道，并且受驻南京的中共代表团委托，协助做中国国民党上层人士及英国、美国记者的统战工作，被范长江称为“我们在南京的耳目之一”。1946年6月，高集和浦熙修到南京车站采访赴南京请愿的上海民主人士，结果与请愿代表一同被中国国民党派出的打手殴打成重伤，成为“下关惨案”的受害者之一，周恩来等中共人士亲赴医院探视这些伤员。 1947年6月，中国国民党在中国各地搜捕进步人士，高集遂撤往上海，担任上海《大公报》夜班编辑。1948年春，在担任编辑之余，还为香港《大公报》撰写通讯，介绍中国国民党统治末期的情况。

### 进入人民日报
1949年2月，天津《大公报》在中共领导下改组为《进步日报》，高集担任《进步日报》社务委员兼编辑主任。1950年4月，高集经范长江提议并介绍，来到《人民日报》任职，此后直到离休，历任《人民日报》文教组副组长、政法组副组长、西方部副主任、国际部副主任、人民日报海外版领导小组成员。

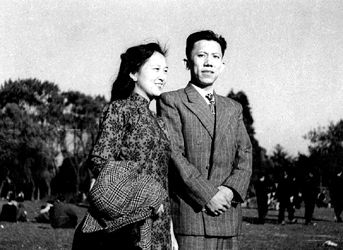
中华人民共和国成立初期的高集、高汾

1950年4月，高集来到《人民日报》，起初从事文教政法方面的报道。1950年9月，开始从事国际新闻报道，直到1966年文化大革命受到冲击，为时达16年。1956年，高集加入中国共产党。从1950年代末至1960年代中期，高集随中国政府代表团或者新闻代表团先后出访过亚洲、非洲、拉丁美洲不少国家，参加了第二届亚非会议等国际会议。在中共中央和《人民日报》社编委会的领导下，参与组织并且撰写了许多国际问题社论、评论员文章、署名文章，主要有关朝鲜问题、世界和平运动、日本问题、越南问题、老挝问题等等。其中，1961年至1962年，在为期半年的有关老挝问题的日内瓦会议前期，高集撰写了数十篇犀利的通讯，后来收入《看莱蒙湖这面镜子》通讯集，被范长江称赞为可与魏巍《谁是最可爱的人》相媲美。除了为报纸撰稿以外，高集还参与了中共中央若干重要文章及文件的起草和撰写工作，例如1958年为中共八届二次会议撰写了关于美国经济危机的报告；1960年参与为国务院总理周恩来访问缅甸起草长篇讲话稿；1962年至1963年参与起草了《再论陶里亚蒂同志和我们的分歧》及“九评苏共”的第五篇；1964年受中共中央书记处指派到新疆调查边民外逃事件，撰写了长篇报告；参与起草了国务院总理周恩来在全国人大三届一次会议上《政府工作报告》的外交政策部分。

### 从文革到改革开放

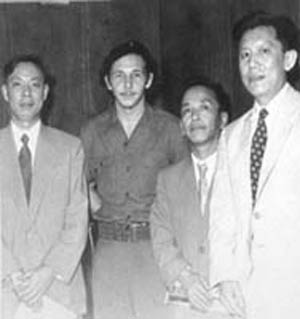
1959年6月，高集（右一）在古巴哈瓦那受到劳尔·卡斯特罗接见。

1966年文化大革命爆发，高集遭受残酷打击和严重迫害。经周恩来亲自过问，1972年高集终于恢复工作。此后他先后在《人民日报》评论部、记者部担任评论员、记者。其间，他曾参与日本首相田中角荣访华的社论起草工作；他走访基层的工厂、农村，撰写消息通讯；他还在上海筹建记者站并担任首席记者。
1976年粉碎“四人帮”之后，高集拥护中共十一届三中全会以来的各项方针政策，支持拨乱反正。他积极撰写了审判“四人帮”的消息及通讯。1981年至1983年，被借调到中共中央纪律检查委员会工作，参与了若干大案要案的调查并且起草调查报告。由于工作十分出色，1982年他作为列席代表出席了中国共产党第十二次全国代表大会。
1981年中国社会科学院研究生院新闻系成立后，高集担任硕士研究生导师及答辩委员会成员。1985年，高集参与《人民日报海外版》的筹备，为成功创办中国首张对海外发行的中共中央机关报《人民日报海外版》做出很大贡献。1985年，《人民日报海外版》正式出刊后，他作为主要负责人之一，负责该报的言论及副刊，直到1988年离休。其间，为扩大该报的影响，他还曾赴美国和日本活动。
2003年6月1日，高集在北京病逝，享年83岁。遗体告别仪式于2003年6月9日在八宝山殡仪馆举行。

## 家庭
- 姑父：张季鸾
- 妻子：高汾，《大公报》记者。民国卅四年（1945年）3月18日，和高集在重庆结婚。婚礼上收到王昆仑的诗幛、郭沫若在签到簿上题诗，当晚还在“二流堂”的大厅举办了一个小型舞会，金山、张瑞芳、吕恩即兴表演了舞蹈。高集和高汾举行婚礼时，周恩来恰好回延安了，后来周恩来回到重庆后，专门设宴招待高集和高汾、金山和张瑞芳、黄苗子和郁风这三对新婚夫妇。[3]
- 女儿：高宁，中学毕业于北京师范大学附属女子中学。《人民日报》记者。
  - 女婿：张宝林，《华夏时报》社长。